# Serra de Baza
La Serra de Baza, Sierra de Baza, és una serralada situada tota ella al nord-est de la província de Granada. Pren el nom del municipi de Baza que està situat al peu d'aquestes muntanyes. Dins aquesta serralada es troba Parc Natural de la Serra de Baza.
La Serra de Baza està envoltada per les fondalades (hoyas) de Guadix i Baza, excepte per la seva part sud-est on, dins la província d'Almeria, es perllonga per la Serra de Filabres.
La flora d'aquest espai protegit conté reductes (flora relicta) del bosc mediterrani autòcton de fulla persistent i també d'espècies caducifòlies. Destaca aquesta serra per conservar pinedes de pi roig que es troben entre les més meridionals d'Europa i per nombrosos endemismes. Respecte a la fauna destaca la presència del teixó, el gat mesquer i la geneta, també hi ha àguiles reials i aufranys.
Geològicament la Serra de Baza forma part de les Serralades Bètiques (Sistema penibètic) i biogeogràficament forma part del Regne holàrtic, de la Regió Mediterrània i dins d'ell de la Província Bètica.
Presenta grans diferències d'altitud en pocs quilòmetres, donat que mentre la localitat de Baza es troba a 845 m d'altitud sobre el nivell del mar, el Calar de Santa Bárbara és a 2.269 m (que és la màxima altitud d'aquesta serralada).